# Melaleuca preissiana
Melaleuca preissiana är en myrtenväxtart som beskrevs av Johannes Conrad Schauer. Melaleuca preissiana ingår i släktet Melaleuca och familjen myrtenväxter. Inga underarter finns listade i Catalogue of Life.